# 이위준
이위준(李渭俊, 1943년 5월 15일~)은 대한민국의 정치인이다. 제5·6·7대 연제구청장을 지냈다.

## 학력
- 1956년 명륜초등학교 졸업
- 1959년 동래중학교 졸업
- 1962년 부산원예고등학교 졸업
- 1967년 동아대학교 원예학 학사

## 경력
- 부산직할시 동래구 연산4동장(1974년,최연소 동장)
- 진명독서실 대표
- 연산4동 새마을금고 이사장
- 연산4동 이웃사랑나눔회 회장
- 연제구 태권도연합회 명예회장
- 부산광역시 민방위 강사
- 민주평화통일 자문위원
- 통일원 통일교육 전문위원
- 연제구체육회 이사(2002년 ~ 현재)
- 연제구 연산4동 주민자치위원회 위원
- 제2대 부산광역시 연제구의회 총무사회위원회 간사
- 제4대 부산광역시 연제구의회 전반기 의장(2002년 ~ 2004년)
- 제4대 부산광역시 연제구의회 의원(2002년 ~ 2006년)
- 제5대 연제구청장(2006년 7월 ~ 2010년 6월(민선), 한나라당)
- 제6대 연제구청장(2010년 7월 ~ 2014년 6월(민선), 새누리당)
- 제7대 연제구청장(2014년 7월 ~ 2018년 6월(민선), 새누리당)

## 역대 선거 결과
|  | 33.84% |

|  | 21.81% |

|  | 53.07% |

|  | 72.70% |

|  | 55.14% |

|  | 64.40% |

## 참고 문헌
- 이위준 홈페이지[깨진 링크(과거 내용 찾기)]